# EC Macapá
EC Macapá is een Braziliaanse voetbalclub uit de stad Macapá, in de staat Amapá.

## Geschiedenis
De club werd in 1944 opgericht als Panair Esporte Clube en nam in 1946 de huidige naam aan. De club is de succesvolste van de staat, al dateert de laatste titel wel van 1991. De club speelde in 1992 in de Série C, maar werd daar meteen uitgeschakeld. Na 1999 verdween de club enkele jaren uit de hoogste klasse en kon terugkeren in 2005 en van 2008 tot 2009. Van 2013 tot 2018 speelde de club opnieuw in de hoogste klasse en meldde zich in 2019 af omdat ze het financieel niet rond kregen.

## Erelijst
Campeonato Amapaense
1944, 1946, 1947, 1948, 1954, 1955, 1956, 1957, 1958, 1959, 1969, 1974, 1978, 1980, 1981, 1986, 1991